# Кети О’Донел
Кети О'Донел (енгл. Cathy O'Donnell; Округ Шелби, 6. јул 1923 — Лос Анђелес, 11. април 1970) била је америчка глумица, најпознатија по улогама у криминалистичким холивудским црно-белим филмовима.

## Младост
Рођена је као Ен Стили у Округу Шелби у Алабами. Похвађала је Универзитет Оклахома и драму на Америчкој академији драмских уметности.

## Каријера
Након успостављања контакта са Семјуелом Голдвином, америчким филмским продуцентом, О'Донелова је добила мању улогу у филму Чудотворац из 1945. године, што је уједно била и њено прво појављивање на филму.
Прву велику улогу добија у веома популарном филму Најбоље године наших живота била је америчка глумица, највише позната по улогама у криминалистичким холивудском црно-белим филмовима., где је играла Вилму Камерун, средњошколску љубав бившег припадника Америчке ратне морнарице, Хомера Париша.
Од америчке продукцијске куће RKO Pictures, О'Донелова је ангажована да игра у филму Они живе ноћу, где је са глумцем Фарлијем Грејнџером имала једну од најупечатљивијих улога у каријери. О'Донелова и Грејнџер су након тога поново играли заједно у филму Side Street из 1950. године.
Након тога, О'Донелова је играла у филму The Miniver Story (1950), а након тога у филму Детективска прича из 1951. године. Са улогом Барбаре Струјарт, симпатије лика који тумачи Џејмс Стјуарт, појавила се у филму Човек из Ларамија, 1955. године.
Последњу филмску улогу имала је у филму Бен-Хур из 1959. године, у улози Тирзе, сестре од Бен-Хура. Филм је освојио оскара за најбољи филм 1959. године.
Шездесетих година појављивала се у телевизији у серијама Perry Mason, The Rebel и серији Човек са пиштољем. Њено последње појављивање на телевизији било је у епизоди серије Боназа, 1964. године.

## Приватни живот
Када је имала 25. година, О'Донелова се удала за филмског продуцента Роберта Вајлера, брата Вилијама Вајлера, 11. априла 1948. године. Свог мужа упознала је на снимању филма Најбоље године наших живота, 1946. године.
О'Донелова је преминула од рака 11. априла 1970. године у Лос Анђелесу после дуге и тешке болести. Сахрањена је на гробљу Forest Lawn Memorial Park у Глендејлу у Калифорнији.

## Филмографија

### Филмови
| Улоге  |                             |               |                 |          |
| Година | Српски назив                | Изворни назив | Улога           | Напомена |
| 1945.  | Чудотворац                  |               |                 |          |
| 1946.  | Најбоље године наших живота |               | Вилма Камерун   |          |
| 1947.  |                             |               | Расти           |          |
| 1948.  |                             |               | Џенет Бурк      |          |
| 1948.  |                             |               | Катерин Мобли   |          |
| 1950.  |                             |               | Елен Норсон     |          |
| 1950.  |                             |               | Џуди Минвер     |          |
| 1952.  |                             |               | Нина Ван Рајн   |          |
| 1954.  |                             |               | Џил Менинг      |          |
| 1954.  |                             |               | Енон            |          |
| 1955.  |                             |               | Ен Бенет        |          |
| 1955.  | Човек из Ларамија           |               | Барбара         |          |
| 1957.  |                             |               | Џудит Хутер     |          |
| 1957.  |                             |               | хришћанка       |          |
| 1958.  |                             |               | Шела Вејн Тирни |          |
| 1959.  | Бен-Хур                     |               | Лорен Хетавеј   |          |

### Телевизија
| Улоге  |              |               |                |          |
| Година | Српски назив | Изворни назив | Улога          | Напомена |
| 1951.  |              |               |                |          |
| 1952.  |              |               | Франсин Гилман |          |
| 1954.  |              |               |                |          |
| 1954.  |              |               |                |          |
| 1955.  |              |               | Еми Фишер      |          |
| 1955.  |              |               | Мона Хербет    |          |
| 1956.  |              |               | Велна          |          |
| 1958.  |              |               | Џени Парсонс   |          |
| 1958.  |              |               | Грејс Адамс    |          |
| 1959.  |              |               | Енон           |          |
| 1959.  |              |               | Лаури Долан    |          |
| 1960.  |              |               | Пруденс        |          |
| 1960.  |              |               | Еми            |          |
| 1961.  |              |               | Норма Брукс    |          |
| 1961.  |              |               | Анђео          |          |
| 1964.  |              |               | Сарах          |          |

## Спољашне везе
- Кети О’Донел на веб-сајту  (језик: енглески)
- Кети О’Донел на веб-сајту AllMovie (језик: енглески)
- Кети О’Донел на сајту Find a Grave (језик: енглески)